# Bembidion complanatum
Bembidion complanatum es una especie de escarabajo del género Bembidion, familia Carabidae. Fue descrita científicamente por Heer en 1837.
Habita en Austria, Croacia, Francia, Alemania, Italia, Eslovenia, España, Suiza y Turquía.